# Porxos d'en Xifré
Els Porxos d'en Xifré són un conjunt arquitectònic situat davant de la Llotja de Mar, i 
que ocupa l'illa delimitada pel Passeig d'Isabel II, el Pla de Palau i els carrers de la Reina Maria Cristina i de Llauder de Barcelona, catalogat com a bé cultural d'interès local.

## Història
Els Porxos d'en Xifré s'engloben dins el projecte d'eixamplament i monumentalització del Pla de Palau després de l'enderroc de la Muralla de Mar, obra de l'enginyer Josep Massanès i Mestres i promogut pel capità general Francisco Javier Castaños. Els solars, propietat de la Corona, foren posats a subhasta a partir del 1834 i l'indià Josep Xifré i Casas adquirí tota l'illa de cases en diferents compres realitzades entre 1835 i 1836. Al mateix temps, l'Ajuntament de Barcelona aprovaria els plànols del conjunt d'immobles, signats pels arquitectes Josep Buxareu i Francesc Vila, seguint les directrius urbanístiques de Massanès.
La construcció (1836-1840) fou executada pels paletes Josep Estrada, Jaume Fàbregas i Antoni Bosch, i la decoració dels interiors anà a càrrec de pintors com Lluís Rigalt, Francesc Malató, Josep Bibiloni, Joan Planella i Domènec Moragas. Els picapedrers d'Igualada Antoni Rigalt i Josep Jubert foren els encarregats de subministrar la pedra, procedent de la pedrera les Alzinetes al terme de Jorba.
Entre 1874 i 1878, l'arquitecte Elies Rogent hi feu un seguit de reformes per a millorar-ne la distribució, els accessos, les cuines, els serveis i el circuit d'aigua. El 1901, Josep Xifré Hamel (1855-1920), net del fundador, vengué les deu cases al comerciant de productes colonials Rafael Morató i Sauleda, que el 1906 va demanar permís per a substituir els arcs de mig punt de l'entresol als carrers de la Reina Cristina i de Llauder per finestres quadrades amb dues pilastres cadascuna, segons el projecte del mestre d'obres Isidre Reventós.
Actualment, els seus descendents en continuen ostentant la propietat.

## Descripció
El conjunt comprèn planta baixa i entresòl (porticats en els frontis d'Isabel II i Pla de Palau), tres pisos i terrat transitable. A terrat hi ha els badalots de cada immoble i, a cadascun dels angles del conjunt, una cúpula rebaixada feta de filades concèntriques de maó que, en origen, contindrien els dipòsits d'aigua d'un dels primers sistemes d'aigua corrent de la ciutat. A més dels celoberts entre mitgeres, un pati central llarg i relativament estret proporciona llum a totes les plantes dels 10 immobles.

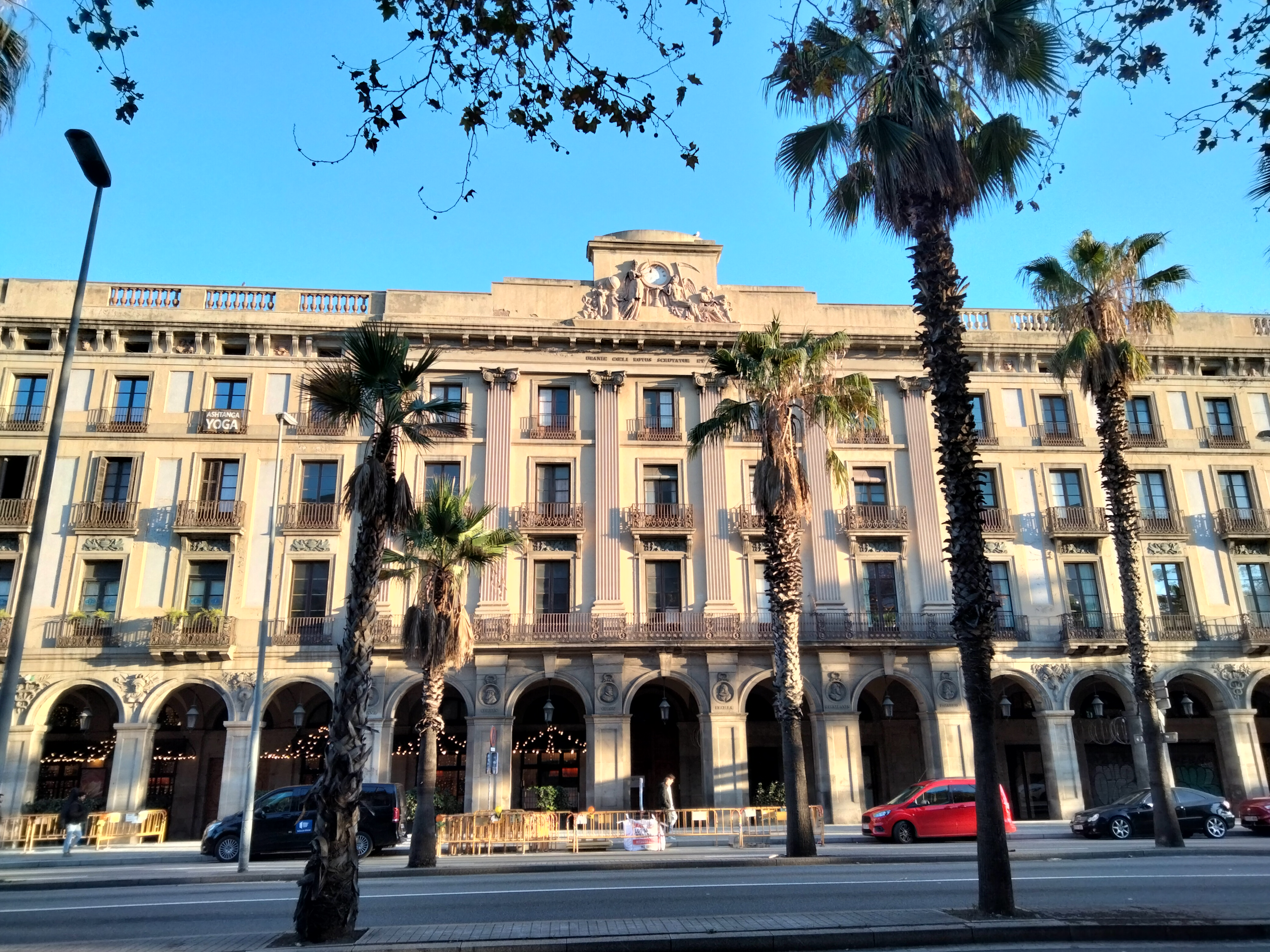
Façana del passeig d'Isabel II

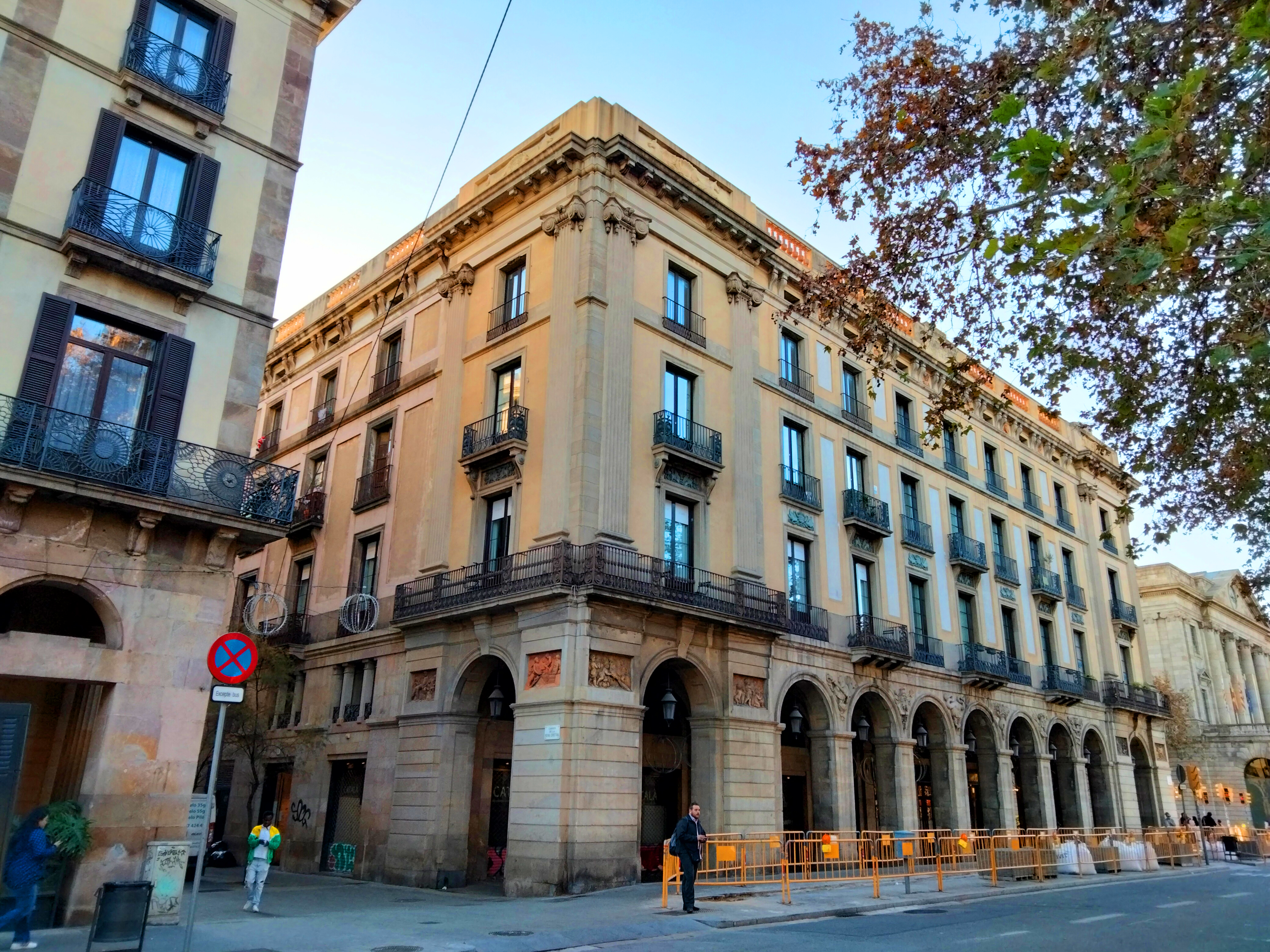
Cantonada del Pla de Palau i el carrer de la Reina Cristina

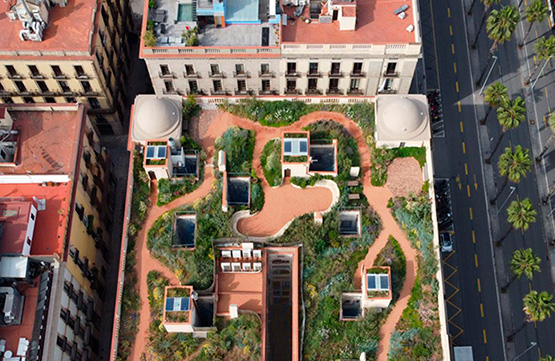
Vista aèria de la coberta

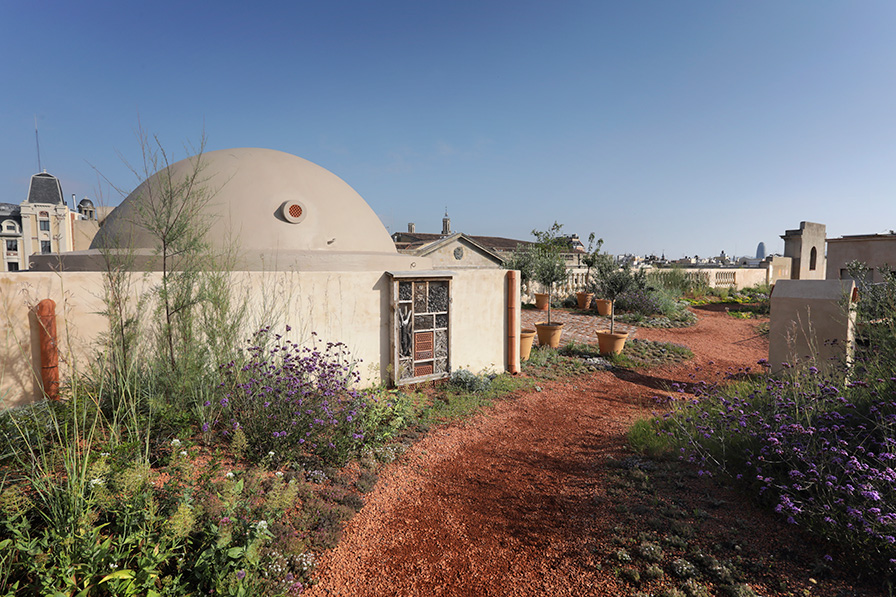
Vista de l'hotel d'insectes i el camí de graves

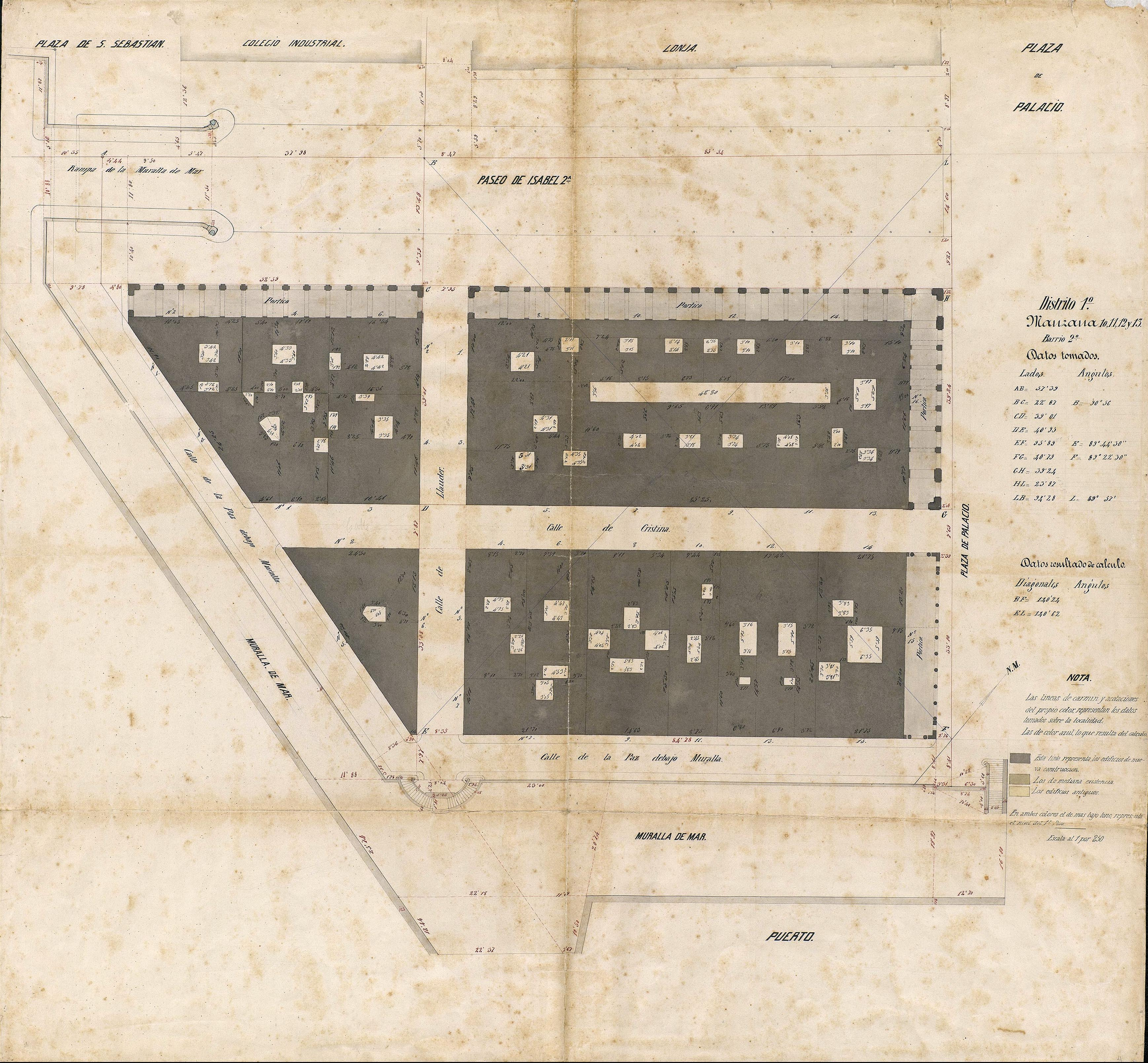
Quarteró núm. 4 de Garriga i Roca (c. 1860)

Les quatre façanes del conjunt presenten les obertures alineades en eixos verticals, i compten amb un ric programa ornamental a base de relleus amb personatges notables i altres amb motius de tipus mitològic, als quals diversos autors confereixen un sentit de simbologia maçònica.
Les cantonades venen emmarcades per quatre altes pilastres jòniques estriades de pedra de Vinaixa que abracen els tres pisos, idèntiques a les que en el cos central de la façana principal formen un fals pavelló hexàstil coronat per un rellotge. L'amplada i l'alçada de les obertures és decreixent, com també la volada i llargada de les llosanes dels balcons, sent gairebé ampitadors els de la darrera planta. Mentre els elements vinculats a les obertures són fets de pedra, els tancaments de façana ho són de maó arrebossat que, separant verticalment els eixos d'obertura, articulen llargs quarterons decoratius policroms. Les baranes dels balcons, combinant ferro forjat i colat, presenten nombroses decoracions referents a les arts, el comerç, el mar i les antigues civilitzacions americanes. També de ferro colat són els relleus que decoren les sobreportes dels balcons del primer pis, a base de cignes i grius. Tots aquests elements metàl·lics sortiren del taller de Valentí Esparó. Coronant l'edifici, una cornisa sostinguda per carteles acull espiralls per la ventilació de la càmera d'aire sota terrat i busts femenins en relleus de terracota i serveix de basament a la balustrada de terracota del terrat.
L'accés als immobles es produeix per llurs vestíbuls, coberts per una volta de canó de maó de pla. Aquests espais menen directament a uns celoberts quadrangulars que donen accés, per mitjà d'un portal de pedra coronat per un arc de mig punt, a la caixa d'escala comunitària. Les escales presenten les petges de pedra i les baranes de ferro de fosa fins al pis principal; a partir d'aquest nivell, les petges són de rajola amb cantell de fusta i les baranes de ferro forjat. Sota les capes de pintura modernes, els murs presenten arrimadors d'estuc policrom a base de quarterons i motius florals.
Pel que fa als habitatges, configuren les seves estances per mitjà d'envans i murs de maó. Els forjats estan constituïts per bigues de fusta de secció rectangular amb cantell bisellat i amb encaix pels revoltons d'obra de maó de pla, decorats amb pintures a base de motius geomètrics i florals, en molts casos perdudes.
Els porxos són l'element més destacat del conjunt. Els pilars cruciformes i les pilastres a quarterons, fets de pedra de Montjuïc, suporten els arcs de mig punt i escarsers que sostenen les voltes de mocador de maó de pla. Pel que fa la decoració exterior, els matxons cantoners acullen un total de 16 plafons de terracota amb relleus mitològics vinculats al mar dissenyats, presumiblement, per Damià Campeny i realitzats per Ramon Padró i Domènec Talarn. Els carcanyols de la resta d'arcs acullen relleus petris amb al·legories de la indústria, el comerç, la navegació i el Nou Món. Els carcanyols del cos central acullen, però, medallons en relleu amb busts dels descobridors de les diverses regions d'Amèrica.

### Coberta verda
Des de principis de l'any 2020, quatre de les 10 finques del conjunt compten amb una coberta verda autosuficient: sistema de recollida d’aigües pluvials, panells solars i un sistema de compostatge. El disseny, a càrrec de l'estudi barceloní MataAlta, ha transformat el terrat en un jardí mediterrani, amb més de cinquanta espècies de plantes i contribueix a la recuperació de l'ecosistema local generant nous hàbitats per a la biodiversitat present a la ciutat. L'espai es conforma a partir d'unes dunes de terra, bancs i camins que actuen com a llast de les capes tècniques no adherides, de manera que no hi hagi cap unió directa amb l'edifici i sigui reversible.

### Fotografia
El 10 de novembre del 1839, aquest edifici va ser el primer a ser fotografiat a Espanya, essent tot un esdeveniment a la ciutat, ja que es va sol·licitar la col·laboració ciutadana per a realitzar la presa del daguerreotip, encara que no es conserva l'original. L'encarregat va ser Ramon Alabern.
Hi ha un altre daguerreotip, près des de la Muralla de Mar (actual Passeig de Colom) i identificat erròniament com d'aquest edifici (cal tenir en compte que aquest daguerreotip té la imatge invertida lateralment), realitzat el setembre de 1848, i que correspon als veïns Porxos de Vidal Quadras.

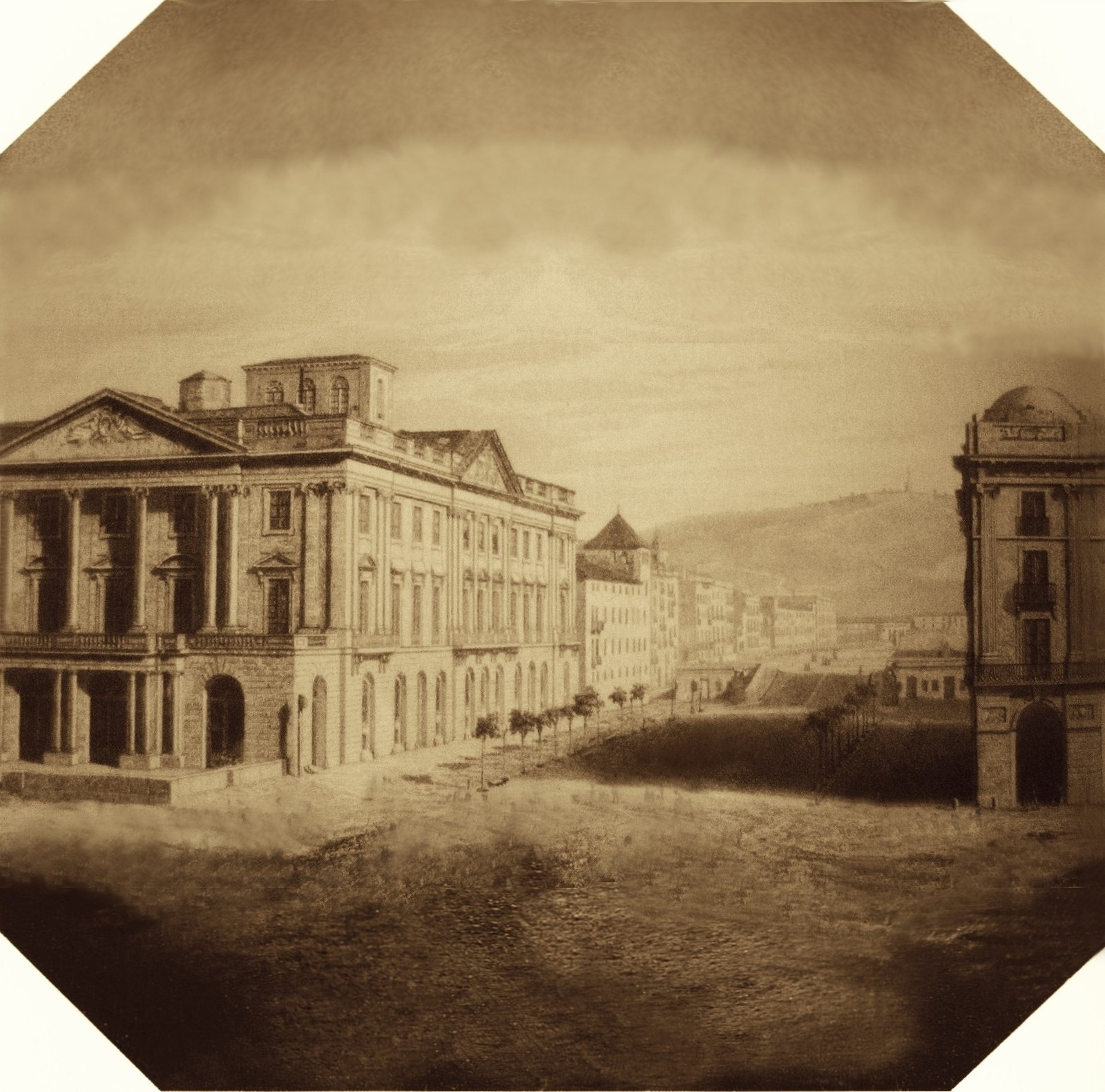
Recreació del primer daguerreotip fet a Espanya per Ramon Alabern el 1839 amb una vista dels Porxos d'en Xifré i la Llotja de Mar. Imatge mirall.
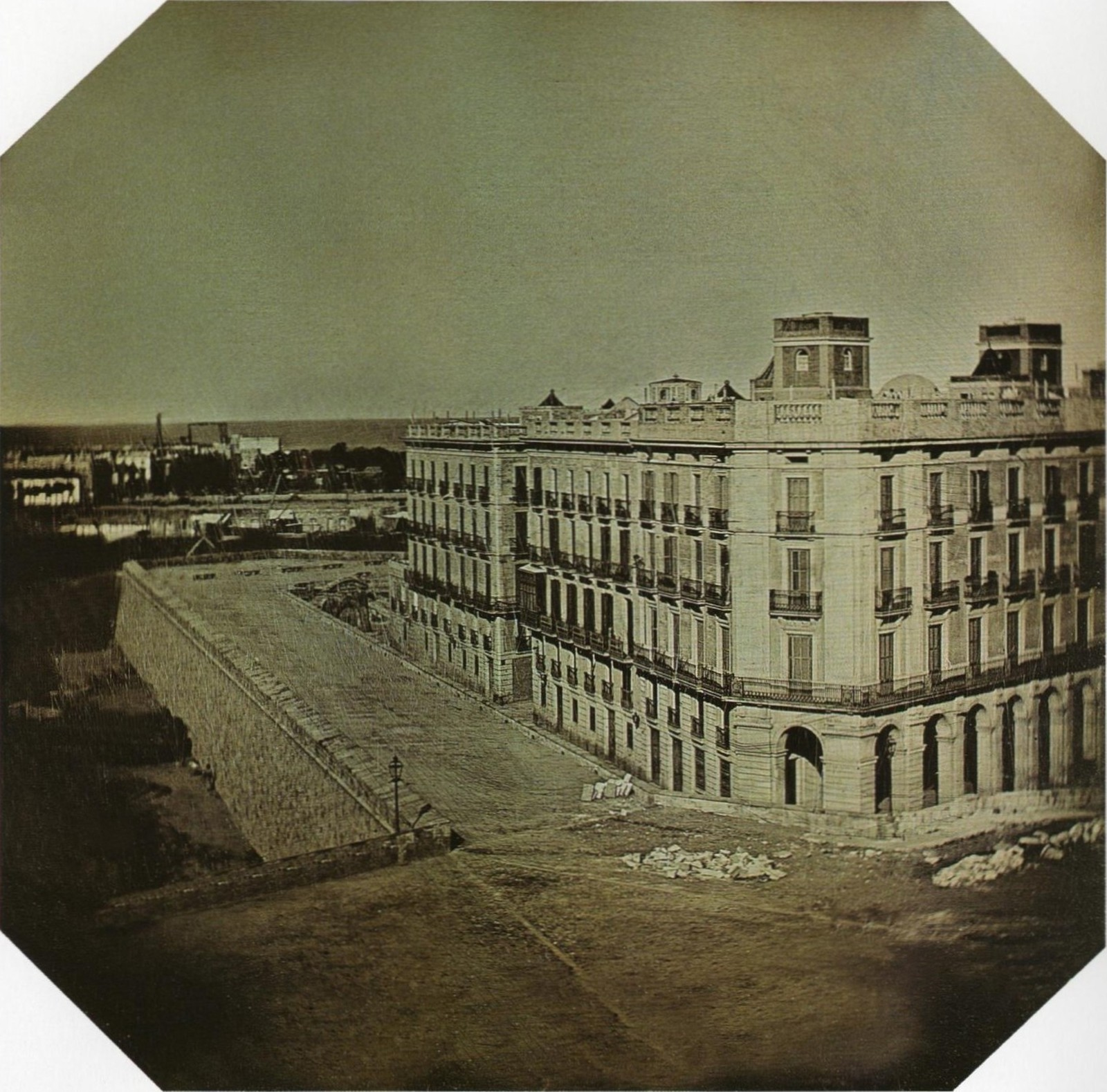
Daguerreotip dels Porxos de Vidal Quadras (1848). Imatge mirall.
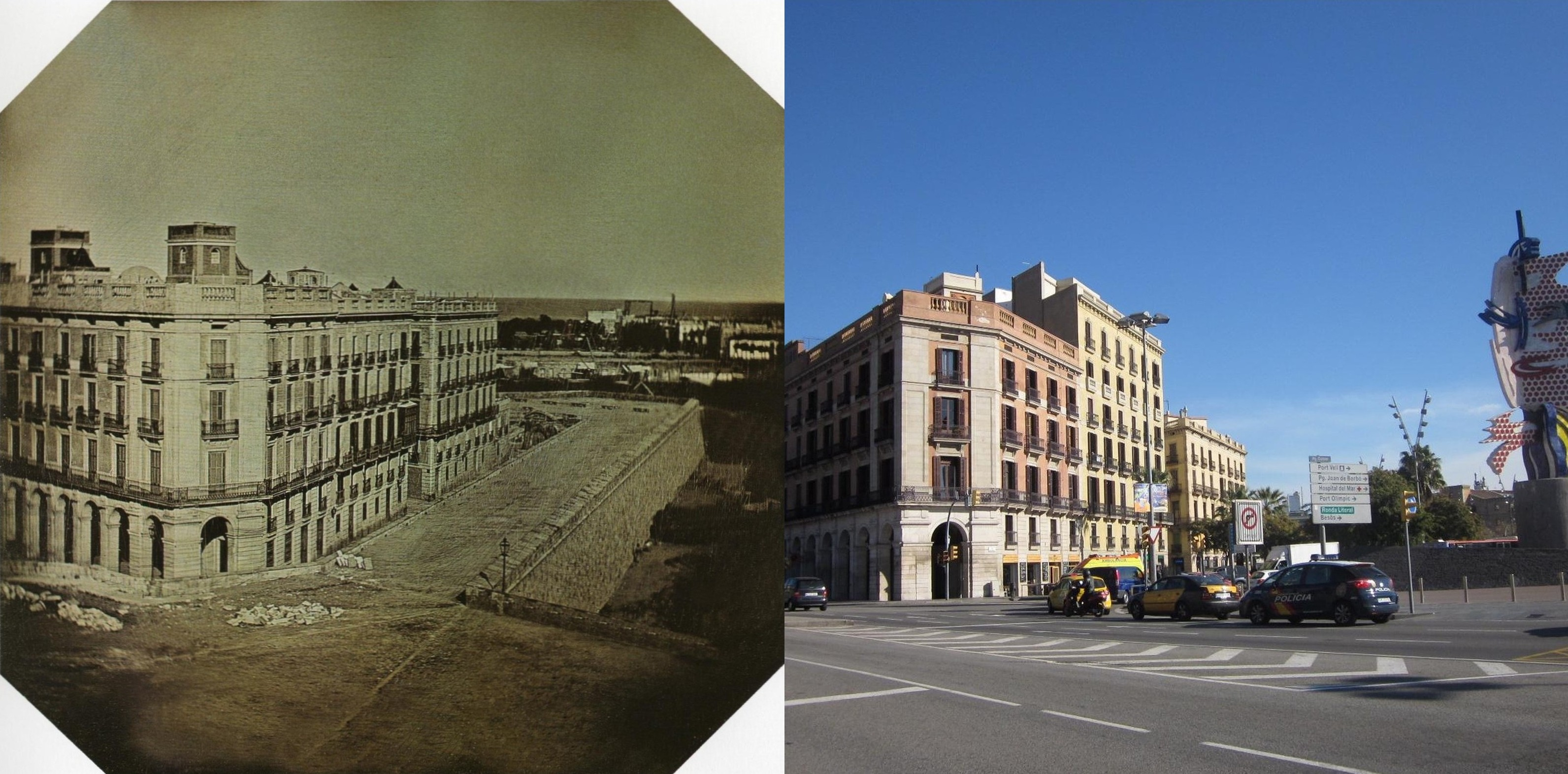
Comparació del segon daguererotip fet a Espanya (1848) amb la mateixa vista el 2011